# Llanura del Caribe (Colombia)
La llanura del Caribe, es el territorio continental de la Región Caribe de Colombia. Está ubicada en el norte de Colombia, colinda al norte con el mar Caribe, del cual recibe su nombre, y tiene una extensión de 142 mil km². Comprende la región que comienza en el golfo de Urabá hasta La Guajira; limita al norte con el Mar Caribe, al sur con la Región Andina, al oriente con Venezuela y al occidente con la región Pacífica.   
Políticamente, está conformada por los departamentos colombianos del Atlántico, Bolívar, Sucre, Cesar, Córdoba, La Guajira, Magdalena y el norte de Antioquia.
Su geografía es variada, se encuentra dividida en dos por el complejo hidrográfico conformado por el río Magdalena. Otros ríos importantes son el Cauca, el Sinú, el San Jorge y el Cesar. Presenta formaciones montañosas como las estribaciones de las cordilleras occidental, central y oriental, la Sierra Nevada de Santa Marta, los Montes de María, la serranía de Macuira y las Colinas de Piojó. En las zonas central y suroeste se caracteriza por ser una llanura fértil, húmeda y con pastos. En la zona noreste es seca, y se caracteriza por el desierto de La Guajira, con predominio de temperaturas altas y poca vegetación.